# Mr. Rango
José Miñano Guerrero, conocido con el nombre artístico de Mr.Rango, (n. 9 de marzo de 1972) es un deejay y singjay de Vallecas, Madrid. Es integrante de El Club de los Poetas Violentos (CPV).

## Biografía
En un principio, Mr.Rango llegó a CPV para realizar dos colaboraciones en su primer disco, pero finalmente los miembros del grupo, decidieron que se quedara definitivamente en CPV, en lugar de solo hacer colaboraciones en los conciertos. Tras editar el disco Grandes planes, en 1998, Mr.Rango inició su carrera en solitario con el lanzamiento en el mismo año de un maxisencillo titulado El hombre de los 6 millones de dolores, que inicia con un tema del mismo título en versión reggae, cantando de manera distinta, y con bases de la mano de Jota y Nafri. En 2002 presenta su primer disco completo, llamado 'Baby tu...' night fever.
Mr.Rango centra la mayoría de sus temas en las relaciones de pareja, el amor, el desamor y la soledad como pilares de la existencia, frente a un mundo que relega a uno en favor del otro. Se caracteriza por tener un tono de voz gutural al estilo de los viejos cantantes de jazz.
La versatilidad de su voz, rica en matices, combina a la perfección con las voces invitadas de La Cheque, la rasgada voz aflamencada de Frío Amor y del londinense Chukki Starr en "It's the time" (cortesía de Starrdom Products).
Su primer LP fue grabado en cuatro estudios distintos. Uno fue +Graves Estudios, mientras que los otros tres, relacionados con el reggae, se ubican en Kingston, Jamaica: King Jammy's Studios, Mixing Lab y Steven Stanley Recording Studio. En ellos ha trabajado con King Jammy y Gadaffi, y ha colaborado con músicos de la talla de Ward 21, Firehouse Crew, y Teethimus. En sus producciones jamaicanas se pueden observar las diferentes variantes dentro del reggae. El LP fue masterizado por Kevin Metcalfe en los estudios Sound Masters en Londres.
Desde su primer disco en solitario, Mr.Rango ha seguido colaborando en discos de otros artistas de rap, como Violadores del Verso, y apareciendo en varios "One Riddim Series", como GanjaParty, Ojos Rojos o BlackRain de Kamikaze.
En 2010 Mr. Rango vuelve con un disco doble titulado Noche y día con 33 cortes y las 2 facetas del cantante en 2 álbumes separados pero indiscutiblemente unidos:
Noche: Mr. Rango estira y rasga su voz para ofrecer temas vibrantes que invitan a mover el cuerpo. Su carácter corre sobre las producciones de: El Xarro de las Calaveras, Lpunto, Daddy Cobra, Dj Toxic B & Salva Ranks, Ras Jouqmahi, Kaloncha Family alias Supafast Players, JML, El Xino Arcade y una colaboración con Motociclón.
Día: La jarana de la noche da paso a la tranquilidad del día. Sonidos “roots” y “one drop riddim” y las melodías más pegadizas. Rango llega a transformar de tal forma su voz que a veces es difícil reconocerlo. El principal productor de Día es Ras Jouqmahi, aunque también se encuentran los temas de Salva Ranks, Xal lee Green, Xpunisha.
Del sonido se encarga +Graves en la mezcla. Kevin Metcalfe (Soundmasters – Londres) tuvo serias dudas a la hora de elegir los sencillos a destacar ya que aquí (palabras textuales) solo hay singles.
En diciembre de 2011, Mr.Rango se convirtió en el primer cantante español de reggae en actuar en el festival Sting.
En enero de 2012, en colaboración con Chronic Sound, lanzó de forma gratuita "Mr. Rango The Mixtape": un mixtape de 23 canciones en las que el artista vuelve a interpretar todos sus ritmos jamaicanos. Los temas fueron seleccionados por Mad Shak de Chronic.
En mayo de 2012 CPV vuelve a editar un álbum 10 años después de "Grandes planes", y una vez más Mr.Rango pone su toque raggamuffin melódico a los estribillos y aporta varias estrofas también en diferentes cortes. 
En 2015 lanza "Fuego cruzado" su tercer álbum en solitario, mano a mano con la dirección ejecutiva de Mad Shak, encargado además de la grabación y 
mezcla de todo el trabajo en Chronic Studio. Masterizado por Javier "Di Doctah" Ustara en Mpire Studio. 
Sin duda su álbum más maduro y variado, donde Rango canta como siempre para ellas con su forma tan personal como en "Number One" o "Mi Calma" y con tracks en los que un renovado y fresco Skeep nos sorprende, como es el caso de "Xswing" con un ritmo de Xcese.

## Discografía

### En solitario
- El hombre de los 6 millones de dolores (maxisencillo) (1998)
- 'Baby tu...' night fever (LP) (2002)
- Noche y Día (doble LP) (2010)
- Mr.Rango & Chronic Sound The Mixtape (mixtape) (2012)
- Fuego Cruzado (LP) (2015)

### Con El club de los poetas violentos
- Y ahora ke, eh? (maxisencillo) (Yo Gano, 1996)
- La saga continua 24/7" (LP) (1997)
- 9:30 Remix" (maxisencillo) (1998)
- Guannais/A muerte" (maxi single) (Zona Bruta, 1998)
- Grandes planes" (LP) (Zona Bruta, 1998)
- Madrid, zona bruta (edición especial / reedición) (BoaCor, 2006)
- Siempre (LP) (BoaCor, 2012)

## Colaboraciones

### Con Chronic Sound
- Rongo Rongo Riddim (2014)
- Mr.Rango The Mixtape (2012)
- Mustapha Riddim (2013)

- 50% Números 50% Fé (Hombre negro soltero busca, 2000)
- Tribu (con Chulito Camacho) (Hombre negro soltero busca, 2000)

### Con Violadores del verso
- Por honor (Vicios y virtudes, 2001)

### Con Kinky music
- GanjaParty + BluePrint - Bien Sobre Mal (2003)
- Ojos rojos + Blackrain + Al andalus - Bien Sobre Mal vol.2 (2004)
- Blackrain - Bien Sobre Mal vol. 3 (2005)

### Con VVAA
- RiddimZone (2006)

### Con Uhno
- Pero que dices (con Supernafamacho) (Apoteósico, 2007)

### Zuri
- Felicidad artificial (con La Cheque) (Candela, 2010)

### Gemsto:n
- Eres Mia (Daddy Cobra, 2011)

### Daddy Cobra
- Cobra Team (Reptile Series Vol. 1) (2012)
- Cobra Team (Reptile Series Vol. 2)